# 塔比納湖
57°48′58″N 27°18′57″E / 57.8159785°N 27.3157762°E
塔比納湖，是愛沙尼亞的湖泊，位於該國東南部沃魯縣，由瓦斯采利納鄉負責管轄，長0.25公里、寬0.1公里，面積0.22平方公里，海拔高度65米，湖岸線長度8公里，該湖有4座島嶼。